# Gélasien
Stratigraphie
Plaisancien Calabrien
Pliocène
Sur l'échelle des temps géologiques, le Gélasien est le premier étage du Pléistocène. Il forme, avec le Calabrien qui lui succède, le Pléistocène inférieur.

## Dénomination
Son nom provient de la ville de Gela, en Sicile, en Italie.

## Chronologie
Le Gélasien succède au Plaisancien et précède le Calabrien. Il s'étend de 2,588 à 1,806 millions d'années avant le présent. 
Le début du Gélasien et du Pléistocène est défini par une inversion du champ magnétique terrestre, dite inversion Gauss-Matuyama (voir schéma ci-contre), et sa fin par une strate de foraminifères planctoniques.

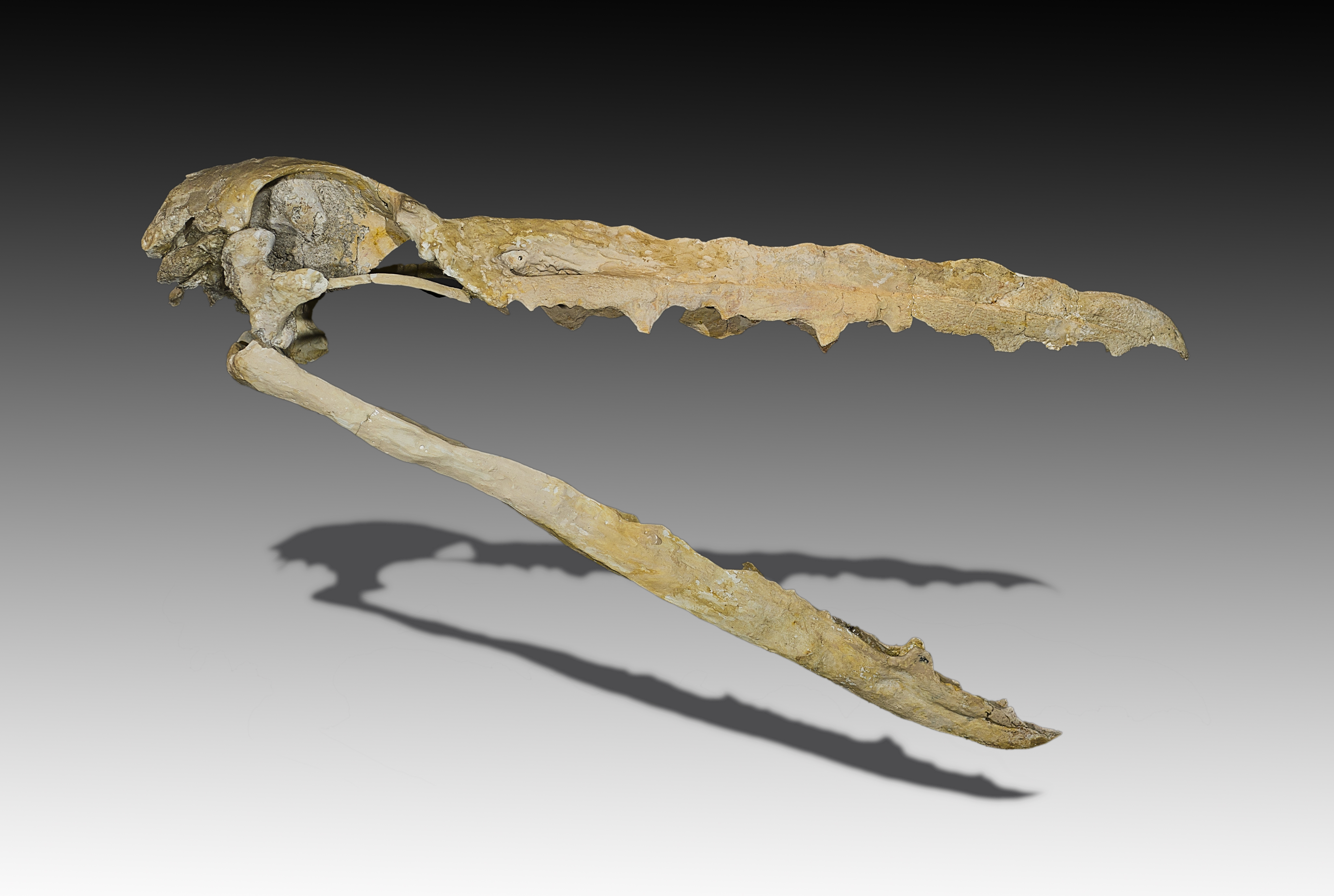
Pelagornis mauretanicus, oiseau fossile datant du Gélasien

Inversions récentes du champ magnétique terrestre. Les zones noires indiquent une polarité identique à la polarité actuelle du globe, les zones blanches une polarité inverse.

## Stratigraphie
Le stratotype de référence du début du Gélasien (ainsi que du Pleistocène et du Quaternaire) est la coupe du Mont San-Nicola, située près de la ville de Gela.

## Hominina
La dernière espèce d'Australopithèque connue est Australopithecus sediba, datée de 2 millions d'années en Afrique du Sud. A contrario, les Paranthropes se développent durant le Gélasien et subsistent jusqu'au Calabrien.
Durant le Gélasien, le genre Homo connait une radiation évolutive, avec la coexistence temporelle et parfois géographique d'au moins cinq espèces humaines : Homo habilis, Homo rudolfensis, Homo gautengensis, Homo georgicus, et Homo ergaster. Seules les deux dernières sont connues hors d'Afrique.